# San Luis del Jánamo
San Luis del Jánamo es una localidad del estado mexicano de Guanajuato. Es parte del municipio de Irapuato.

## Toponimia
El nombre «San Luis» hace referencia al santo patrono de la localidad: San Luis Rey. El nombre «Jánamo» proviene del término en purépecha: xanamu. Su significado es «tezontle».

## Demografía
| Gráfica de evolución demográfica |
|                                  |

| Censo | Población |
| ----- | --------- |
| 1980  | 323       |
| 1990  | 503       |
| 2000  | 610       |
| 2010  | 812       |
| 2020  | 1 009     |